# Borovje, Pliberk
Borovje (nemško Woroujach) je naselje v Občini Pliberk v Okraju Velikovec na Koroškem v Avstriji.